# Maria Antonietta - Una vita involontariamente eroica
 Maria Antonietta - Una vita involontariamente eroica (tradotto anche come Maria Antonietta. Una normale vita straordinaria) è una biografia di Maria Antonietta d'Asburgo-Lorena, la regina di Francia e Navarra, scritta dallo storico austriaco Stefan Zweig nel 1932. La prima edizione italiana fu curata dalla Mondadori, che pubblicò l'opera nella collana Le Scie, che ospiterà un altro grande successo dell'autore, Maria Stuart - La Rivale di Elisabetta I d'Inghilterra (1935).

## Testi simili
Altre autorevoli biografie sulla regina più famosa delle corti d'Europa sono:
- Mémoires sur la vie privée de Marie Antoinette, suivis de souvenirs et anecdotes historiques sur les règnes de Louis XIV-XV, scritta dalla sua capo-cameriera Madame Campan e stampata postuma nel 1823. In Italia è stata pubblicata con il titolo Memorie di Madame Campan, prima cameriera di Maria Antonietta, Milano, Club degli editori, 1971 (Roma, Newton Compton, 2006, ISBN 88-541-0785-9).
- Marie-Antoinette, scritta nel 1953 da André Castelot e pubblicata in Italia con il titolo Maria Antonietta - La vera storia di una regina incompresa, Milano, Rizzoli, 1954 (ed. economica: 1987, ISBN 88-17-16628-6).
- Marie Antoinette, scritta nel 1987 da Joan Haslip e pubblicata in Italia con il titolo Maria Antonietta, Milano, Longanesi, 1989 e 2006, ISBN 88-304-0876-X (ed. economica: TEA, 1994, ISBN 88-7819-515-4).
- To the Scaffold: The Life of Marie Antoinette, scritta nel 1991 da Carolly Erickson e pubblicata in Italia con il titolo Maria Antonietta, Milano, Mondadori, 1991, ISBN 88-04-34579-9 (ed. economica: 2000, ISBN 978-88-04-43662-1).
- Marie Antoinette - the last Queen of France, scritta nel 2001 da Évelyne Lever e pubblicata in Italia con il titolo Maria Antonietta - L'ultima regina, Milano, Rizzoli, 2001, ISBN 88-17-86892-2 (ed. economica: 2006, ISBN 978-88-17-00940-9).
- Marie Antoinette - The Journey, scritta nel 2002 da Antonia Fraser e pubblicata in Italia con il titolo Maria Antonietta - La solitudine di una regina, Milano, Mondadori, 2002, ISBN 88-04-50677-6 (ed. economica: 2004, ISBN 978-88-04-51311-7).

## Edizioni italiane
- Maria Antonietta. Una vita involontariamente eroica (Marie Antoinette. Bildnis Eines Mittleren Characters), trad. Lavinia Mazzucchetti, Collezione Le Scie, Milano, Mondadori, 1933-1948,  pp. 488, capp. 44.
- Maria Antonietta. Una vita involontariamente eroica, trad. Lavinia Mazzucchetti, Collana Biografie e Storia, Milano, Oscar Mondadori, 1984,  p. 400, ISBN 88-04-25132-8.
- Maria Antonietta. Una vita involontariamente eroica, trad. Lavinia Mazzucchetti, Collana Ritratti, Roma, Castelvecchi, 2013,  p. 428, ISBN 978-88-7615-884-1.
- Maria Antonietta. Una normale vita straordinaria, Collana Biografie, Diarkos, 2024,  p. 432, ISBN 8836161480.